# Mortadel et Filémon
Pour les articles homonymes, voir Mortadel et Filémon (homonymie).
Pour la bande dessinée française, voir Philémon (bande dessinée).
« Mortadel » redirige ici. Pour l’article homophone, voir Mortadelle.
Mortadel et Filémon (espagnol : Mortadelo y Filemón), également connue sous les noms de Futt et Fil et Mort et Phil, est une série de bandes dessinées humoristiques illustrée par l'auteur espagnol Francisco Ibáñez (1936–2023). Mortadel et Filémon est pré-publié pour la première fois en 1958 dans l'hebdomadaire pour enfants Pulgarcito.
La série relate les aventures trépidantes de Mortadel et Filémon, deux agents de l'organisation secrète TIA. La TIA (en espagnol : Técnicos de Investigación Aeroterráquea, soit « Techniciens d'enquête aéroterrestre »  [sic]) est une allusion à la série télévisée américaine d'espionnage Des agents très spéciaux (The Man from U.N.C.L.E), Uncle signifiant « oncle » en anglais, qui met en scène deux agents d'une organisation secrète. La TIA apparaît dans la série seulement en 1969.
Par la suite, la bande dessinée est adaptée en plusieurs formats : séries d'animation (en plus d'un film d'animation intitulé Agents super zéro sorti en 2014), films, séries musicales, et jeux vidéo.

## Histoire

### Débuts (1958–1968)

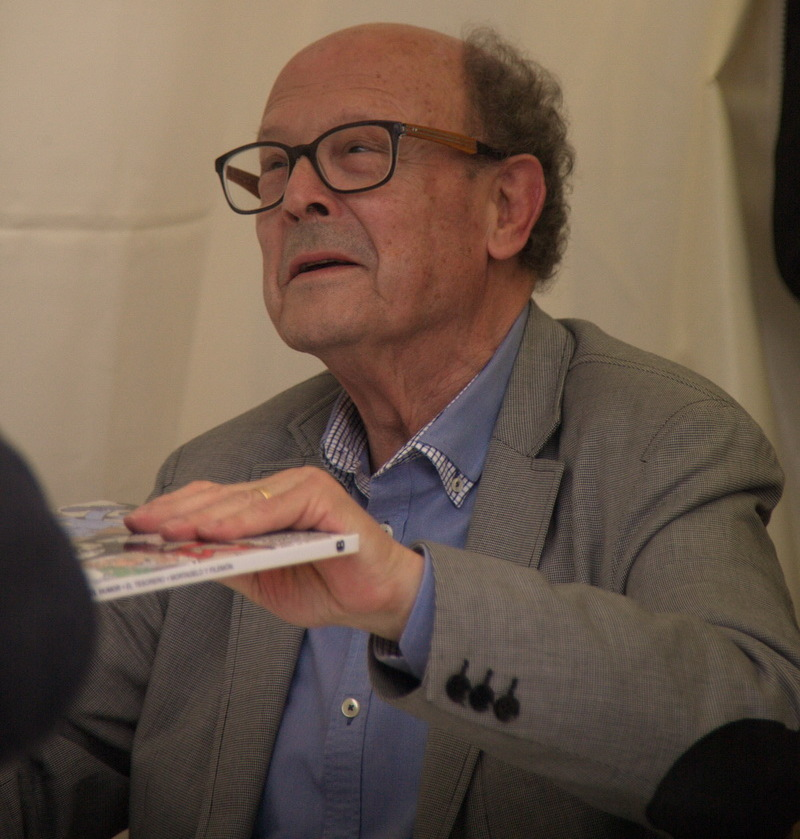
L'auteur Francisco Ibáñez en 2015.

La première bande dessinée Mortadelo y Filemón paraît le 20 janvier 1958 dans le no 1394 de Pulgarcito avec le titre générique Mortadelo y Filemón, agencia de información. À l'époque, il était habituel que les séries de bandes dessinées humoristiques aient pour titre un couplet, généralement avec le nom des personnages principaux à la première ligne. Il semble que Francisco Ibáñez ait proposé trois noms différents à l'éditeur, mais que ce soit finalement Bruguera lui-même qui ait choisi les noms définitifs. Cloro y Mr. Yesca, agencia detectivesca, Ocarino y Pernales, agentes especiales et Lentejo y Fideíno, detectives finos. Les noms définitifs proposés par Bruguera semblent se référer à la mortadelle (Mortadelo) et à un steak (Filemón),.
À l'origine, Mortadelo et Filemón, les protagonistes de la série, étaient une parodie du Docteur Watson et de Sherlock Holmes, respectivement (d'autres sources de référence parfois citées sont Novísimas aventuras de Sherlock Holmes d'Enrique Jardiel Poncela et El Gordo y el Flaco, ou la bande dessinée espagnole plus évidente dont les protagonistes exerçaient également le métier de détective, populaire dans les années 1940, Tontaina y Filetito). La série est entièrement créée par Francisco Ibáñez, bien que l'idée du duo de détectives, et le fait que l'un d'entre eux puisse se déguiser, soit peut-être de Manuel Vázquez Gallego (un dessinateur espagnol de la même époque).
Filemón avait un nez aquilin, portait une veste et un chapeau, et fumait la pipe (dans le no 1404 de Pulgarcito, il portait même un imperméable et le chapeau caractéristiques de la plupart des illustrations de Holmes). Mortadelo, quant à lui, en plus des lunettes noires et de la redingote habituelles, portait un chapeau melon et un parapluie de la même couleur, un motif très similaire à celui de Fúlmine par l'artiste argentin Divito. Le chapeau melon était également utilisé par Mortadelo pour ranger ses déguisements, ce qui s'est avéré inutile par la suite. Une autre caractéristique du premier Mortadelo (qui n'a duré que quelques bandes dessinées) était ses yeux perpétuellement plissés, qui lui donnaient un air distrait.

### Phase de maturité, classique (1969–1979)
L'année 1969 marque le début de la maturité de cette série, avec des changements très importants. Les bandes dessinées longues font leur apparition. Elles font généralement 44 pages et sont organisées en épisodes quadripartites auto-conclusifs qui racontent généralement les événements d'une journée. La raison de cette structure est que ces épisodes sont publiés chaque semaine, d'abord dans le magazine Gran Pulgarcito, puis dans le magazine Mortadelo. L'intrigue des bandes dessinées ne servait qu'à structurer les chapitres et à relier les situations comiques entre elles. Outre la publication en série, les bandes dessinées ont également été publiées dans leur intégralité dans la collection Olé.
Dans cette nouvelle étape de Mortadelo et Filemón, l'humour n'est pas seulement basé sur la découverte d'un malentendu, mais de multiples ressources humoristiques sont continuellement utilisées : parodies, blagues visuelles, humour satirique, plaisanteries, jeux de mots, etc. Mortadelo et Filemón font désormais partie de la TIA, une organisation qui rappelle clairement la CIA. Les références à Sherlock Holmes, qui ont disparu depuis longtemps, sont remplacées par la parodie des histoires d'espionnage, très répandues à l'époque. La référence la plus claire à cette période est la série Max la Menace, sortie en Espagne deux ans avant la publication de El Sulfato atómico ; cette série reflète un monde d'espions incompétents, d'entrées secrètes et même de zapatófonos (chaussures à fonction téléphonique) très semblable à celui des aventures de Mortadelo et Filemón. Le style de dessin est presque totalement défini, ainsi que la personnalité des deux détectives, désormais transformés en « agents secrets ». En outre, de nouveaux personnages viennent s'ajouter aux histoires : le Superintendent Vicente (Monsieur L), le professeur Saturnino Bacterio (prof. Bacterium) et, en 1978, la secrétaire Ofelia. D'autres personnages, y compris sa singulière galerie de méchants, ne deviennent pas récurrents.
La première longue histoire est El Sulfato atómico (Gran Pulgarcito, 27 janvier 1969 au 30 juin 1969). Dans cette bande dessinée, le style de dessin est inhabituellement détaillé, avec des influences évidentes de l'école franco-belge, en particulier de Franquin. Ce style se détend, revenant au trait sobre habituel dans les aventures suivantes en 1969 (Contra el « gang » del chicharrón, Safari callejero), 1970 (Valor y... al toro ! El caso del bacalao), 1971 (Chapeau el « esmirriau », La Caja de los diez cerrojos, Magín el mago, ¡A la caza del cuadro!), et 1972 (Los Inventos del profesor Bacterio, Gatolandia 76 et Operación ¡bomba!). Dans ces premières longues aventures, Ibáñez expérimente la structure des vignettes, ce qui donne à la bande dessinée un aspect moins rigide et une plus grande expressivité, mais il revient rapidement à la structure rigide des cinq rangées de vignettes.

### Phase de maturité, moderne (1979–1989)

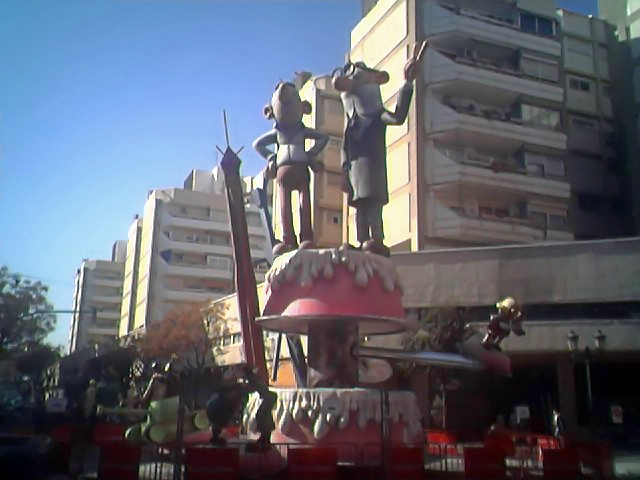
Mortadelo et Filemón sur une falla

Ce scindage entre la phase de maturité en deux : classique et moderne peut être controversée ; cependant, des différences peuvent être établies entre les deux. L'une de ces différences est le nombre de rangées de vignettes. Jusqu'à El Transformador metabólico (Mortadelo, février-mars 1979), les récits comportaient cinq rangées de vignettes, mais à partir de cette date, il n'y en a plus que quatre. Si l'on tient compte du fait que le nombre de pages ne change pas, cela implique une diminution du nombre total de vignettes par aventure. Les aventures perdent donc en densité, tant au niveau de l'histoire que de l'aspect visuel.
Une autre différence (qui ne coïncide pas nécessairement dans le temps avec le changement du nombre de vignettes) est que les histoires ont maintenant quelques références à l'actualité, ce qui justifierait de qualifier les premières aventures de classiques, dont les histoires sont plus intemporelles. En outre, l'utilisation de gags scatologiques et de gags répétés provenant d'autres albums augmente. Parmi ceux-ci, citons La Gente de Vicente, Secuestro aéreo, En Alemania (destiné au public allemand, où la série a connu un grand succès) ou El Cacao espacial. C'est également à cette époque qu'apparaissent les premières bandes dessinées « apocryphes », c'est-à-dire non réalisées par Ibáñez, comme Que viene el fisco et El Crecepelo infalible, Bruguera voulant profiter au maximum du succès des agents.
Entre 1986 et 1987, Ibáñez perd même les droits d'édition de ses personnages, qui avaient été enregistrés par Bruguera, établissant une période d'environ 5 ans, qui a divisé la phase de maturité moderne en deux, et plusieurs bandes dessinées apocryphes sont produites, telles que A la caza del Chotta ou La Medium Paquita. Ibáñez, pour sa part, créera une autre histoire de Mortadelo y Filemón pour Ediciones Junior S.A. Il s'agira de l'aventure ¡Terroristas! où apparaîtra pour la première fois le personnage de Miss Irma, créé comme un geste aimable envers la secrétaire de l'un de ses éditeurs allemands.

### Période contemporaine (depuis 1990)
Elle se caractérise par la récupération par Francisco Ibáñez des droits de ses personnages afin qu'ils puissent jouer dans des aventures originales écrites de sa main. Ibáñez décide également d'éliminer la secrétaire Irma de la liste des personnages récurrents, en signe de bienveillance envers la secrétaire réelle sur laquelle il s'est basé pour créer ce personnage, décédée au début de la décennie.
Cependant, même après avoir récupéré les droits, Ibáñez continue à faire appel à des collaborateurs pendant un certain temps, ce qui a donné lieu à plusieurs autres histoires apocryphes. Quant aux scénarios, non seulement ils font de plus en plus référence à l'actualité, mais ils impliquent Mortadelo et Filemón très directement dans les événements réels qui se produisent, ce qui donne lieu à des bandes dessinées comme El Atasco de influencias et El Nuevo cate, ou ils se basent sur des choses qui étaient à la mode à l'époque où l'aventure a été publiée, comme Dinosaurios. Dans ces premières années, il existe plusieurs bandes dessinées qui, bien qu'elles portent la signature d'Ibáñez, sont considérées par les spécialistes de son œuvre comme n'étant pas de lui et sont donc appelées « apocryphes avec une signature tampon », parmi lesquelles El Rescate botarate, El Inspector general et El Gran sarao.
Francisco Ibáñez, créateur de Mortadel et Filémon décède le 13 juillet 2023 à l'âge de 87 ans.

## Personnages

### Personnages principaux

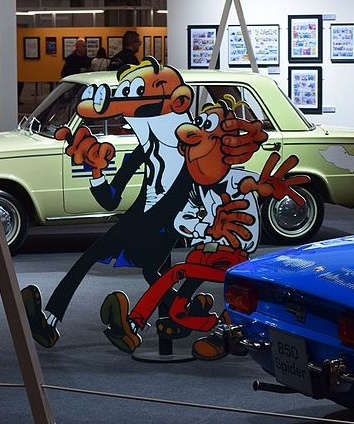
Les personnages de Mortadel (gauche) et Filemon (droite) au Salón Internacional del Cómic de Barcelone en 2016.

- Mortadel (Mortadelo, Mort, Futt) : grand, mince avec un grand nez ; il obéit aux ordres de Filémon malgré sa totale incompétence et sa fâcheuse manie à déclencher les ennuis. Il est toujours déguisé et ses déguisements peuvent le transformer totalement à l'étonnement de tous. Il peut passer d'un déguisement d'éléphant à un autre de souris mais son visage reste toujours le même ; ses déguisements peuvent être humains, animaliers, historiques, un objet, un véhicule…  Il est complètement chauve « grâce » à une invention du professeur Bacterio pour « remédier » à la calvitie, il porte en outre des lunettes et une redingote noire. À l'origine, il avait à son bras un parapluie noir et un chapeau brillant d'où il sortait ses déguisements. Par exemple, dans l'album El disfraz, cosa falaz, Mortadel affronte un délinquant maître du travestissement dans un duel de déguisement : Mortadel enfile successivement des déguisements de d'animaux, d'objets et même de Dieux. Le dernier déguisement de Mortadel dans cet ouvrage est le plus grand de sa garde-robe : l’Univers.
- Filémon (Fil, Phil dans la série d'animation VF) : le chef de Mortadel, est plus petit, n'a que deux cheveux sur la tête, et porte une chemise blanche et un pantalon rouge bien que dans les premières années, il était vêtu comme Sherlock Holmes et fumait la pipe. C'est généralement lui qui prend les coups quand ça tourne mal (c'est-à-dire presque toujours), souvent à cause de Mortadel qu'il poursuit alors que ce dernier se déguise pour lui échapper : il est plus compétent que Mortadel – dont il subit généralement les gaffes. Filémon se déguise parfois comme Mortadel et avoue dans les séries animées « qu'il le traite mal mais qu'au fond il le considère comme un ami ».
- Super, ou Superintendent Vicente (Monsieur L. dans la série d'animation VF) : le super-intendant de la TIA, qui leur confie les missions. Il est doté d'une épaisse moustache et porte un complet bleu. De tous les personnages habituels, il est le plus haut placé hiérarchiquement, même s’il lui arrive d'aller voir ses supérieurs. Il considère Mortadel et Filémon comme ses plus mauvais agents et doit souvent faire face aux catastrophes engendrées par les deux protagonistes. Irritable, près de ses sous et autoritaire, il est victime de nombreux quolibets d'une grande partie de ses employés.
- Professor Bacterio (Professeur Bacterium) : le cas typique du savant fou. Il imagine les inventions les plus improbables et le résultat est bien souvent l'inverse de celui attendu (voir par exemple la calvitie de Mortadel) ; dans la plupart des cas, ses inventions marchent mais il y a toujours un imprévu qui gâche les tentatives de Mortadel et de Filémon afin de s'en servir. Il porte une grande barbe noire que les agents, Super ou Ofelia tirent avec rage lorsque ses inventions donnent de mauvais résultats.
- Ofelia (Ophélia) : la secrétaire, une grosse blonde bien en chair qui lui pose souvent des problèmes, coquette et trop maquillée, frisée grâce à des bigoudis, dotée d'une forte poitrine et secrètement amoureuse de Mortadel, bien qu'elle drague parfois Filémon. Elle est fréquemment rabaissée et insultée par ces deux agents et elle leur répond avec violence. Elle est également parfois en conflit avec Vicente ou Bacterio.
- Irma : une autre secrétaire qui apparaît moins souvent qu’Ofelia. Elle est splendide et tant Mortadel que Filémon sont fous d'elle, provoquant des situations cocasses avec Ofelia. Elle est apparue plutôt récemment dans la série (1994).

### Opposants notables
- Fafa le fascinateur (Magín el Mago en espagnol) : dans l'aventure du même nom, Fafa est un voleur doué pour l'hypnotisme.
- Señor Todoquisque (Monsieur Toulemonde) : dans l'aventure du même nom, il est capable de prendre l'apparence d'une personne en un laps de temps très court. Le seul moyen de l'identifier est qu'il possède une verrue sur la fesse gauche.
- Chapeau el esmirriau : petit bandit à l'apparence frêle mais portant un chapeau truffé de gadgets allant de simples mains articulées à un tigre en passant par des pales d'hélicoptère, un canon… Le chapeau est lui-même dangereux lorsque le bandit ne le porte pas. Il semble que ce personnage soit inspiré de l’Inspecteur Gadget.

## Éditions et albums

### Espagne
Les albums de Mortadel et Filémon sont apparus chez plusieurs éditeurs en Espagne. Les éditions Editorial Bruguera ont diffusé la collection Ases del humor. Il s'agit de l'édition originale des premières aventures du duo. Parues au format de 46 pages à partir de 1970, leur numérotation est différente de la collection Olé. Cette dernière publie, quant à elle, des histoires de 44 à 48 pages par album et des petites histoires pour compléter les 60 pages de l'album.
À l'origine, les nouvelles bandes dessinées de la série (aux alentours des années 1980) sont publiées en série dans des magazines tels que Pulgarcito et Mortadelo. Par la suite, elles ont été compilées en albums dans la collection Olé! jusqu'au milieu des années 1990, lorsque les magazines ont disparu, ce qui est devenu leur principale forme de publication. Il existe d'autres collections de compilation telles que Súper Humor, Magos del Humor, etc. Des livres de blagues et de curiosités sont également publiés, tels que Guía para la vida del joven de hoy, Guía para la vida del estudiante de hoy, Guía para la vida de un agente de la T.I.A. et ¡Dibújalos tú solito!
En 2017, la maison d'édition Grijalbo (éditeur de la bande dessinée) devient Penguin Random House, un groupe qui réunit d'autres éditeurs internationaux en espagnol.

### France

Logo de Futt et Fill.

En France, la bande dessinée Mortadel et Filémon est d'abord publié en petit format chez Mon journal au sein de différentes revues dont Akim Color, Lancelot, Ivanhoé où les Jeux de Mon journal. Par la suite, l'éditeur publie huit albums de type franco-belge : L'Atomique insecticide (1970), Olé, torero (1971), La Bande des Vise-en-biais et  Quel safari !!! (1972), Le Roi de la mafia et Fafa le fascinateur (1973), et Les Jeux olympiques et L’Échangeouillette infernale (1974).
Plus tard, chez Arédit/Artima, six albums paraissent sous le nom de Futt et Fil, deux fois par an entre 1984 et 1986 : Dix Petites Clés et  Doucement les bosses (1984), Les Jeux olympiques de Los Angeles et Cherchez l’horreur (1985), et Le Salaire de la fleur et Les Colliers de l’arène (1986).

## Autres auteurs
Pendant la phase de maturité, une grande partie des bandes dessinées publiée a été écrite et dessinée par des personnes autres que son véritable auteur original Francisco Ibáñez ; cependant, comme ces collaborations étaient généralement anonymes, il est difficile de savoir quelles histoires ou quels dessins sont réellement d'Ibáñez. Les seules histoires officiellement créditées comme « non Ibáñez » sont celles signées par Escuela Bruguera (à l'époque où Ibáñez a perdu les droits sur ses personnages), quelques histoires courtes dont les scénarios étaient signés par Jesús de Cos et une collection d'aventures peu connues, publiées sous forme de livres en noir et blanc, signées par Ibáñez et José Cubero Valero. Il semble que la plupart de ces bandes dessinées « bâtardes » aient été publiées sans qu'Ibáñez ne reçoive de rémunération financière (et peut-être sans son consentement), bien qu'il semble qu'entre 1987 et 1990, Ibáñez ait signé des aventures qui n'étaient pas dessinées par lui.
Parmi les auteurs qui ont dessiné les aventures de Mortadel et Filémon sans être crédités, on peut citer les noms de Ramón Bernardó, Ramón María Casanyes, Mart-Os et même un auteur de premier plan comme Raf, qui a collaboré anonymement à Las embajadas chifladas, bien que dans ce cas son travail se soit réduit à l'encrage. Il convient de mentionner Juan Manuel Muñoz Chueca, qui est entrée chez Bruguera en 1978 et qui s'est spécialisée dans l'encrage de tous les personnages de Francisco Ibáñez. Lorsqu'Ibáñez quitte la maison d'édition, Juanma rejoint Escuela Bruguera en tant que dessinatrice et crée les bandes dessinées Mortadelo et Filemón avec les scénaristes Jesús de Cos et Jaume Ribera. Lorsque la maison d'édition ferme ses portes, Muñoz contacte Ibáñez, qui l'accepte dans son équipe à l'Editorial Grijalbo. Dès lors, il entame une collaboration fructueuse qui s'étendra sur plus de trois décennies, si bien que beaucoup le définissent comme le bras droit d'Ibáñez. Il convient également de souligner le travail de Jan, auteur de Superlópez et bien connu sous le nom de Juan López, qui a illustré avec son style caractéristique certains numéros de la collection Risa Loca.

## Adaptations

### Série d'animation
Entre 1965 et 1970, une série de courts-métrages d'animation tirés de la franchise sont réalisés et produits par Estudios Vara,. Des années plus tard, une série d'animation homonyme (renommée en français Mort et Phil) est réalisée en 1994, et diffusée sur les chaînes télévisées espagnoles BRB Internacional et Antena 3 ; la série comprend 26 épisodes répartis en deux saisons de 13 épisodes de 20 minutes chacun. En France et dans l'espace francophone européen, cette série d'animation est diffusée sur Cartoon Network à la fin des années 1990 et au début des années 2000. Ces épisodes-ci sont basés sur les longues aventures créées par Ibáñez.

### Séries musicales
Mortadelo y Filemón a également été adapté en série musicale intitulée Mortadelo y Filemón, The Miusical.

### Films
Hormis les courts-métrages et séries d'animations, la franchise a également été adapté en films : Mortadel et Filémon (La gran aventura de Mortadelo y Filemón) en 2003, Mortadelo y Filemón. Misión: salvar la Tierra en 2008.
En novembre 2014 sort Agents super zéro (espagnol : Mortadelo y Filemón contra Jimmy el Cachondo), le troisième long métrage basé sur les personnages. Il s'agit cette fois d'un film d'animation en 3D, à nouveau réalisé par Javier Fesser. À cette occasion, les personnages sont représentés plus fidèlement aux bandes dessinées : un contenu plus vivant, plus innocent et plus festif, plus adapté à un public de jeunes adultes (auquel Ibáñez s'est toujours adressé), tout en conservant (dans une moindre mesure) les aspects grossiers, crus et orduriers que présentaient les deux volets précédents et qui ont été sévèrement critiqués pour cela.

### Jeux vidéo
En plus des adaptations télévisées, la franchise fait également l'objet d'une adaptation en jeu vidéo pour plateforme 8-bits : Mortadelo y Filemón (1988) et Mortadelo y Filemón II: Safari callejero (1990). Il existe de nombreux jeux vidéo commercialisés sur PC comme Mortadelo y Filemón: Una aventura de cine, Mortadelo y Filemón: El sulfato atómico, Mortadelo y Filemón: La Máquina Meteoroloca, Mortadelo y Filemón: Dos Vaqueros Chapuceros, Mortadelo y Filemón: Terror, Espanto y Pavor, Mortadelo y Filemón: La Banda de Corvino (Balones y Patadones et Mamelucos a la romana) et Mortadelo y Filemón: La Sexta secta (Operación Moscú et El Escarabajo de Cleopatra). Ces aventures en jeu vidéo ont été réalisées par Alcachofa Soft, à l'exception de L'Échangeouillette infernale, qui ont été réalisées par VEGA.

## Accueil
Les albums de Mortadel et Filémon se sont vendus à travers le monde sous de nombreux noms différents. Ils ont notamment reçu un excellent accueil en Allemagne, probablement parce qu'un album spécial y avait été consacré.